# Geografía de Chechenia

Mapa topográfico del Cáucaso Norte.

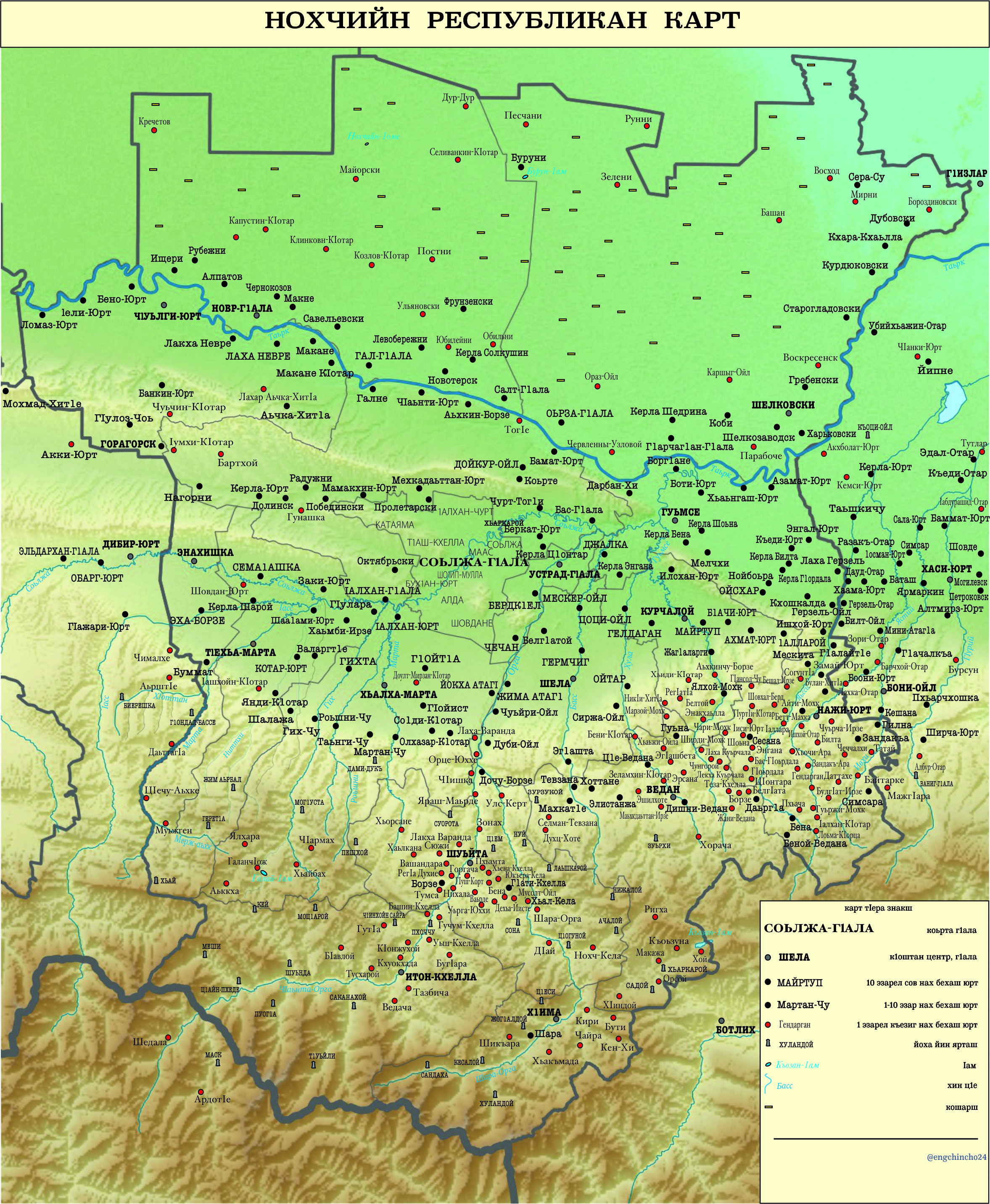
mapa de chechenia (en checheno)

El territorio checheno está situado en el centro del Cáucaso Norte y posee una extensión entre los 12,000 y los 13,000 kilómetros cuadrados. Su capital es Grozni.
No tiene costas y limita al norte, este y oeste con otras demarcaciones de la Federación Rusa como las repúblicas autónomas de Daguestán e Ingushetia, y el krai de Stávropol. Al sur limita con la República de Georgia. 
El norte de la república está constituido por llanuras y tierras bajas, lo cual militarmente ha facilitado el avance de las tropas rusas. Sin embargo, el principal ramal de la cordillera del Cáucaso ocupa la parte meridional de su territorio, propiciando que los separatistas se hayan refugiado en sus montañas y hayan proseguido la lucha irregular después de haber sido desalojados de sus ciudades y poblados.
Los ríos principales son el Terek, el Sunzha y el Argun. La máxima altitud de Chechenia es el Tebulosmta de 4.493 metros.
- Datos: Q977925
- Multimedia: Geography of Chechnya / Q977925